# Graham Elliot
Graham Elliot Bowles (Seattle, 4 gennaio 1977) è un cuoco e personaggio televisivo statunitense.

## Biografia
Graham Elliot è nato a Seattle, nello stato di Washington. All'età di 17 anni ha abbandonato la scuola e ha iniziato a lavorare come lavapiatti. Ha frequentato la scuola di cucina Johnson & Wales University. Elliot ha due figli, Conrad e Jedediah, avuti con sua attuale moglie Allie.
Da un precedente matrimonio ha un altro figlio, Mylo. Inoltre è stato il più giovane chef a ricevere 2 stelle Michelin.
Dal 2010 al 2015 è stato giudice del reality show di MasterChef USA, insieme a Gordon Ramsay e Joe Bastianich. Ha preso parte alla nona puntata della terza edizione di MasterChef Italia in qualità di ospite. In seguito è diventato giudice dell'altro talent culinario Top Chef.